# Ислам у Албанији
| 90—100% | Азербејџан Косово [ а ] Турска |
|         | |
| 70—90%  | Албанија Казахстан |
| 50—70%  | Босна и Херцеговина |
| 30—40%  | Сјеверна Македонија |
| 10—20%  | Бугарска Грузија Русија Црна Гора Француска |
| 5—10%   | Аустрија Шведска Белгија Њемачка Грчка Лихтенштајн Холандија Швајцарска Уједињено Краљевство Норвешка Данска                                           |
| 4—5%    | Италија Србија |
| 2—4%    | Луксембург Малта Словенија Шпанија |
| 1—2%    | Хрватска Ирска Украјина |
| < 1%    | Андора Бјелорусија Естонија Исланд Јерменија Летонија Литванија Мађарска Молдавија Монако Пољска Португалија Румунија Сан Марино Словачка Финска Чешка |

Ислам је у Албанију стигао углавном током османске владавине, када је већина Албанаца прешла на ислам, али су Албанци посредством трговине у контакт са исламом дошло још у 8. вијеку. Пратећи начела албанског народног препорода и умањујући значај религијске традиције у Албанији, све владе у 20. вијеку водиле су политику секуларизације, која је била најагресивнија за вријеме комунистичке Народне Социјалистичке Републике Републике Албаније. Због ове политике ислам је, као и све друге религије у земљи, доживио корјените промјене. Деценије државног атеизма, који је окончан 1991, донијеле су пад религијске праксе свих традиција. Посткомунистички период и укидање законских и других владиних ограничења на религију, омогућили су исламу да оживи кроз институције које су створиле нову инфраструктуру, литературу, образовне установе, међународне транснационалне везе и друге друштвене дјелатности. Према попису становништва из 2011, 56,7% становника Албаније изјаснило је своју припадност исламу као религији, што га чини највећом религијом у земљи. За савремене муслимане у Албанији, муслиманске религијске праксе су минималне. Преостало становништво припада или хришћанству, што је друга највећа религија у земљи коју слиједи 16,99% становништва, или су нерелигиозни.